# Sasami-san@Ganbaranai
Sasami-san@Ganbaranai (ささみさん@がんばらない?) è una serie di light novel scritta da Akira ed illustrata da Hidari. Undici volumi sono stati pubblicati dalla Shogakukan, sotto l'etichetta Gagaga Bunko, a partire da dicembre 2009. Un adattamento manga ha iniziato la serializzazione sulla rivista Weekly Shōnen Sunday nell'ottobre 2012 ed è terminato sullo Shōnen Sunday Super nel settembre 2013. Una serie televisiva anime di 12 episodi, prodotta dalla Shaft, è andata in onda in Giappone da gennaio a marzo 2013.

## Trama
La trama segue le vicende di una hikikomori che soffre di agorafobia, Sasami Tsukuyomi, la quale non trova alcuno stimolo nella vita, che sia cambiarsi di abito o mangiare, mansioni alle quali provvede suo fratello Kamiomi. Ella possiede dei poteri divini, i quali inizialmente si manifestano quando Kamiomi tenta di assecondare i voleri della sorella, dando l'impressione che essi si siano trasferiti in qualche modo al fratello. Solo successivamente Sasami scoprirà di avere sempre posseduto tali poteri. Nel mentre tre sorelle dalle abilità sovrumane si impegnano nel cercare di porre rimedio agli avvenimenti causati dai poteri di Sasami, sconvolgendo la monotona routine della vita della protagonista.

## Personaggi

Sasami nella sua stanza, tappezzata di manga e action figure

Sasami Tsukuyomi (月読 鎖々美?, Tsukuyomi Sasami)
Doppiata da: Kana Asumi
Sasami è una liceale del primo anno ed una hikikomori. Dipendente in tutto e per tutto dal fratello Kamiomi, del quale è particolarmente gelosa al punto da sorvegliarlo durante la giornata attraverso un sistema nascosto di telecamere. Discendente di Ninigi-no-Mikoto (瓊瓊杵尊?) ed addestrata fin dalla tenera età come una sacerdotessa miko per accogliere in sé il potere della dea Amaterasu, Sasami ha preferito fuggire dalla piatta esistenza mistica cui era destinata una volta scoperto il resto del mondo e l'entusiasmante mondo virtuale, tra anime e manga; questo tuttavia non ha impedito che si manifestasse in lei il potere della dea e così, spesso - a sua insaputa - , la realtà si altera per assecondare i suoi capricci.
Kamiomi Tsukuyomi (月読 神臣?, Tsukuyomi Kamiomi)
Doppiato da: Hōchū Ōtsuka
Fratello maggiore di Sasami, pronto ad assecondare ogni volere della sorella. Lavora come insegnante alla stessa scuola frequentata da Sasami. Inoltre, il suo volto non viene mai rivelato, poiché costantemente coperto da una valigetta ventiquattrore. La sua devozione verso Sasami dipende dall'educazione ricevuta in quanto Tsukuyomi: gli uomini della famiglia, infatti, vengono cresciuti quali servitori e tuttofare al servizio delle potenti sacerdotesse.
Tsurugi Yagami (邪神 つるぎ?, Yagami Tsurugi)
Doppiata da: Chiwa Saitō
Tsurugi è la maggiore delle sorelle Yagami. Nonostante l'aspetto di giovane studentessa liceale dichiara di avere 31 anni; appassionata di videogiochi per soli adulti, lavora, inoltre, come insegnante nella stessa scuola di Sasami. Il suo nome è un riferimento alla spada leggendaria Kusanagi no Tsurugi. Rivela a Sasami di essere la dea Amaterasu e di aver ceduto i suoi poteri divini all'antenato della ragazza, Ninigi-no-Mikoto, perché stancatasi delle responsabilità che ne derivavano.
Kagami Yagami (邪神 かがみ?, Yagami Kagami)
Doppiata da: Kana Hanazawa
Una sedicenne che adora la quiete e il dormire. Sotto l'apparente normalità nasconde una natura non-umana: Kagami è infatti un cyborg alimentato dai poteri divini di Amaterasu, riconosciuta dalla dea come sorella e da lei allevata. Il suo corpo, poi, può trasformarsi in caso di necessità in una vera e propria macchina da guerra. Il suo nome è un riferimento a Yata no Kagami, lo specchio sacro insegna imperiale del Giappone.
Tama Yagami (邪神 たま?, Yagami Tama)
Doppiata da: Ai Nonaka
Tama, nonostante l'aspetto da giovane donna, ha in realtà solo nove anni, che dimostra col suo carattere ingenuo e solare. È stata creata da Tsurugi per poter essere un giorno la sua succeditrice divina. Il suo nome deriva da Yasakani no Magatama, uno dei tre tesori imperiali del Giappone.
Juju Tsukuyomi (月読 呪々?, Tsukuyomi Juju)
Doppiata da: Yū Asakawa
Madre di Sasami e custode dei poteri di Amaterasu prima di lei; la severità con cui ha deciso di servire gli dei e il volere della famiglia Tsukuyomi, le rendono inaccettabile il comportamento ormai pigro ed edonistico della figlia. Stringe un patto colla divinità di Yomi e così torna da morta sulla terra. Solo dopo un aspro scontro con Sasami e le sue protettrici, le tre sorelle Yagami, si rassegna alla realtà ed impara ad accettare le scelte della figlia.
Ruza Tsukuyomi (月読 留座?, Tsukuyomi Ruza)
Doppiato da: Rikiya Koyama
Padre di Sasami e Kamiomi, compagno di Juju. Cresciuto al tempio Tsukuyomi e stufatosi delle restrizioni imposte agli uomini, completamente al servizio delle donne della famiglia, ormai giovane uomo decide di andare a vivere in città, ma proprio lungo la strada Juju, sua sorella, lo ferma e gli si dichiara. Da allora, celebrate le nozze fra i due - incestuose, ma riconosciute dalla famiglia come uniche accettabili per mantenere il potere divino all'interno del tempio - Ruza si è uniformato alle leggi e ai doveri di capoclan, pur se sottomesso ai voleri di Juju.
Mika Futsuno (布津野 弥火?, Futsuno Mika)
Doppiata da: Erino Hazuki
Miko ed annalista del tempio Tsukuyomi. Dotata di eccezionali potenzialità soprannaturali alla nascita, è stata costretta in tenera età a sottoporsi ad un rito di purificazione che le ha assorbito ogni potere e ricordo. Disorientata e smarrita, è stata presa in custodia dalla famiglia Tsukuyomi, che da allora Mika, detta "Micchan", serve devotamente. Riconciliatesi Sasami e sua madre Juju, Mika deciderà di andare a vivere con lo spirito di Juju per aiutare la miko deceduta a vegliare sulla figlia.
Jō Edogawa (蝦怒川 情雨?, Edogawa Jō)
Doppiata da: Manami Numakura
Membro del consiglio scolastico e feroce rivale di Sasami, per la quale nutre dei forti sentimenti di gelosia ed invidia misti ad un'innegabile attrazione - che la rendono un classico esempio di personaggio tsundere. Poiché posseduta da un dio maschile, la sua personalità cambia tra notte e giorno, trasformazione che coinvolge anche il suo fisico, facendone un caso di futanari. Jo è, per le sue conoscenze e per i suoi poteri soprannaturali, capo della Malvagia Società dell'Occulto Arahabaki, che si è posta come fine ultimo la conquista del mondo, su capriccio della stessa Jo.
Tamamo-no-Mae (玉藻前?, Tamamo no mae)
Doppiata da: Rina Hidaka
Alleata di Jo Edogawa e membro della Malvagia Società dell'Occulto. Ha l'aspetto di una bionda e graziosa loli dotata di orecchie di volpe. Ha il potere di alterare il passato.
Susanoo (スサノヲ?)
Doppiato da: Takuya Kirimoto
Fratello di Amaterasu. Borioso esibizionista, corre in soccorso di Sasami durante lo scontro finale con Jo Edogawa perché costretto dalla sorella divina.

## Media

### Light novel
La serie di light novel è stata scritta da Akira con le illustrazioni di Hidari. La Shogakukan ha dato inizio alla pubblicazione dei volumi, sotto l'etichetta Gagaga Bunko, il 18 dicembre 2009 ed entro il 18 giugno 2013 sono stati resi disponibili undici volumi in tutto.

### Manga
L'adattamento manga illustrato da Akira Nishikawa è stato serializzato sul Weekly Shōnen Sunday della Shogakukan dal 17 ottobre 2012 al 15 maggio 2013, per poi essere trasferito sullo Shōnen Sunday Super fino alla conclusione avvenuta il 24 settembre 2013. Quattro volumi tankōbon sono stati pubblicati tra il 18 dicembre 2012 e il 18 dicembre 2013.

### Anime
La serie televisiva anime di dodici episodi, prodotta dalla Shaft e diretta da Akiyuki Shinbō, è stata trasmessa in Giappone tra l'11 gennaio e il 29 marzo 2013. Le sigle di apertura e chiusura sono rispettivamente Alteration di Zaq e Shintōatsu Symphony (浸透圧シンフォニー?, Shintōatsu Shinfonī, lett. "Sinfonia della pressione osmotica") di Kana Asumi. In America del Nord i diritti di distribuzione digitale ed home video sono stati acquistati dalla Sentai Filmworks.

#### Episodi
| Nº | Titolo italiano (traduzione letterale) Giapponese 「Kanji」 - Rōmaji                                | In onda          | In onda |
| Nº | Titolo italiano (traduzione letterale) Giapponese 「Kanji」 - Rōmaji                                | Giapponese       |         |
| 1  | Da domani giuro che mi impegno 「明日からがんばる」 - Ashita kara ganbaru                           | 11 gennaio 2013  |         |
| 2  | Sorvegliati in casa 「自宅警備員」 - Jitaku keibiin                                                 | 18 gennaio 2013  |         |
| 3  | Se lavori, hai perso 「働いたら負け」 - Hataraitara, make                                           | 25 gennaio 2013  |         |
| 4  | Parassitismo familiare 「実家に寄生」 - Jikka ni kisei                                              | 1º febbraio 2013 |         |
| 5  | Pensi ancora che io sia seria? 「まだ本気出してないし」 - Mada honki dashitenai shi                 | 8 febbraio 2013  |         |
| 6  | A creare problemi sono solo i genitori 「迷惑かけてるのは親だけ」 - Meiwaku kaketeru no wa oya dake | 15 febbraio 2013 |         |
| 7  | Ho dimenticato come si parla 「声の出し方忘れた」 - Koe no dashikata wasureta                       | 22 febbraio 2013 |         |
| 8  | Solitudine strategica 「戦略的孤独」 - Senryakuteki kodoku                                          | 1º marzo 2013    |         |
| 9  | Non dico di non potercela fare 「できないんじゃない」 - Dekinain janai                              | 8 marzo 2013     |         |
| 10 | Combattiamo contro un nemico invisibile 「見えない敵と戦ってみる」 - Mienai teki to tatakatte miru  | 15 marzo 2013    |         |
| 11 | L'amore è una leggenda metropolitana 「恋愛なんて都市伝説」 - Renai nante toshi densetsu            | 22 marzo 2013    |         |
| 12 | Nessuno sforzo domani 「明日もがんばらない」 - Ashita mo ganbaranai                                 | 29 marzo 2013    |         |